# Llista de planetes i llunes de Star Wars

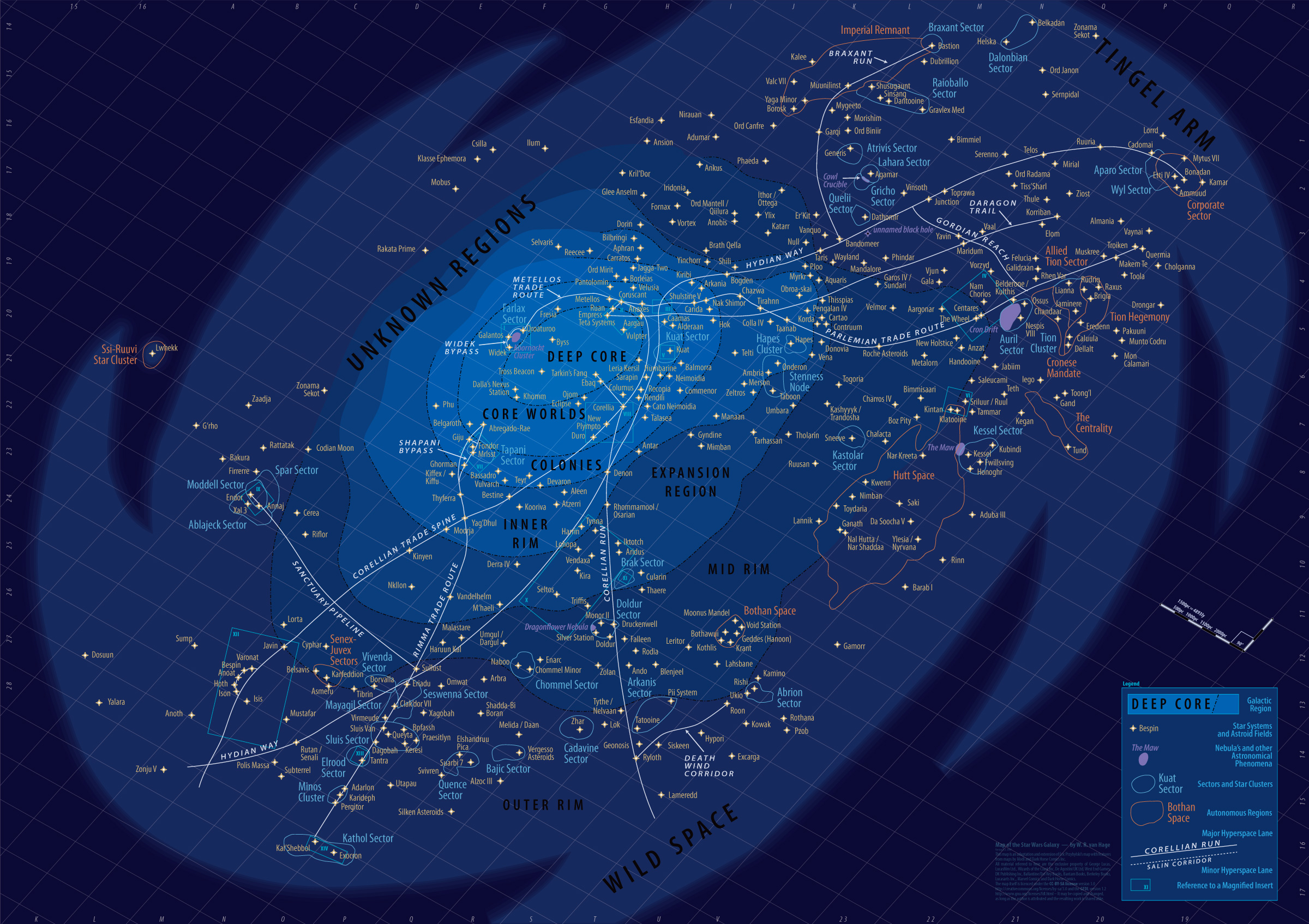
mapa no oficial de la galàxia.

Aquest article presenta una llista dels planetes i les llunes de Star Wars, un univers fictici de la franquícia de Star Wars que presenta múltiples planetes i llunes. La NASA ha vist semblançes entre alguns d'aquests planetes ficticis i planetes descoberts a la realitat.
La galàxia on es trobava l'Imperi Galàctic estava composta per més de 400 mil milions d'estrelles estimades i més de 3,2 milions de sistemes habitables orbitant al voltant d'un forat negre super massiu al cor de la galàxia.
La galàxia es va dividir en diverses regions. Les regions es van subdividir en sectors, i després en sistemes estel·lars. Durant l'època de l'Imperi, es van crear subsecctors i es componien de diversos sectors governats per un Gran Moff. No obstant, es sol dividir els astres de la galàxia segons la seva posició respecte al nucli profund, que era la regió de l'espai més interior i brillant. Era la més densament plena d'estrelles, nebuloses i altres anomalies.
Els Mons del Cor eren la llar dels mons més rics i importants de la galàxia. Habitat densament i situat als extrems estratègics de diverses vies comercials importants, els seus planetes eren nuclis de moda, educació, finances i tecnologia. És allà on probablement va començar l'espècie humana. Entre ells s'hi trobaven Alderaan, Brentaal IV, Caamas, Chandrila, Corellia, Corulag, Coruscant, Dowut, Duro, Eufornis Major, Ganthel, Hosnian Prime, Anaxes, Kuat, Plexis, Tangenine i Tinnel.
Les colònies consistien en mons colonitzats pel nucli. Molts dels seus planetes s'asseien al llarg de les principals rutes comercials i eren extremadament rics.
Quan es va establir per primera vegada, la Vora Interior va servir com a frontera de la civilització galàctica durant segles, coneguda simplement com "la vora". A mesura que la colonització es va estendre cap a fora, els mons de la vora interior van prosperar.
La Regió d'Expansió contenia moltes colònies més noves patrocinades pels seus veïns centrals.
La Vora Mitjana era una zona d'espai tranquil·la, plena de mons galàctics variats, que van presumir governs reeixits i economies pròsperes. La distància del nucli va donar a aquests mons menys fama o notorietat que els planetes més a prop del centre galàctic. Va ser considerat oficialment l'extensió lícita de la República i l'Imperi Galàctic.
La Vora Exterior era la regió més gran de la galàxia coneguda, on operaven les organitzacions criminals.

## Llista canònica
La següent llista presenta ordenats alfabèticament els planetes i llunes que apareixen a les pel·lícules, les sèries i films de televisió, als llibres i còmics, i als videojocs de Star Wars que es consideren canònics per Lucasfilm. També s'inclou detall de si van aparèixer a l'anomenat Univers expandit (actualment Star Wars Legends):
| Nom                     | Primera aparició                                                                  | Any  | Mitjà                           | Descripció fictícia | Ref.                               |
| ----------------------- | --------------------------------------------------------------------------------- | ---- | ------------------------------- | --- | ---------------------------------- |
| Ahch-To                 | Star Wars episodi VII: El despertar de la força                                   | 2015 | Pel·lícula                      | Planeta oceànic on Luke Skywalker estigué amagat durant sis anys, i la ubicació del primer Temple Jedi. | [ 7 ]                              |
| Akiva                   | Star Wars: Aftermath                                                              | 2015 | Llibre                          | Planeta jungla, casa de Norra i Temmin Wexley, i un escenari primari a Aftermath. | [ 8 ]                              |
| Alderaan                | Star Wars episodi IV: Una nova esperança                                          | 1977 | Pel·lícula                      | Era un dels Mons del Cor. Era el planeta natal de Leia Organa, que fou destruït per l'Estrella de la Mort amb el seu súper làser. | [ 9 ] [ 10 ] [ 11 ] [ 12 ]         |
| Anaxes                  | Star Wars Rebels                                                                  | 2015 | Sèrie de televisió              | Anaxes era un planeta rocós situat a la regió del mons centrals de la galàxia. La majoria de la seva superfície estava coberta de plantes vermelles. |                                    |
| Anoat                   | Star Wars episodi V: L'Imperi contraataca                                         | 1980 | Pel·lícula (mencionada)         | Contaminat; Un planeta gairebé inhòspit usat per l'Imperi. | [ 13 ]                             |
| Anoat                   | Univers expandit: Star Wars: Dark Forces                                          | 1995 | Videojoc                        | Contaminat; Un planeta gairebé inhòspit usat per l'Imperi. | [ 13 ]                             |
| Atollon                 | Star Wars Rebels                                                                  | 2016 | Sèrie de televisió              | Planeta cobert de desert, lloc de la base rebel de l'esquadrilla de Phoenix. Llar dels hexàpodes, semblants a arañes, coneguts com Krykna, i del guerrer Bendu. | [ 14 ]                             |
| Bespin                  | Star Wars episodi V: L'Imperi contraataca                                         | 1980 | Pel·lícula                      | Planeta gasós i la ubicació de Cloud City. | [ 15 ] [ 16 ]                      |
| Cantonica               | Star Wars episodi VIII: Els últims jedi                                           | 2017 | Pel·lícula                      | Planeta àrid on es troba la ciutat del casino Canto Bight. | [ 17 ]                             |
| Cato Neimoidia          | Univers expandit: Darth Maul: Saboteur                                            | 2001 | Història curta                  | El lloc de totes les batalles de les Guerres Clon, notable per les seves "Ciutats del Pont". També el lloc de la mort de Plo Koon durant la Gran Purga Jedi. | [ 18 ]                             |
| Cato Neimoidia          | Star Wars episodi III: La venjança dels Sith                                      | 2005 | Pel·lícula                      | El lloc de totes les batalles de les Guerres Clon, notable per les seves "Ciutats del Pont". També el lloc de la mort de Plo Koon durant la Gran Purga Jedi. | [ 18 ]                             |
| Chandrila               | Univers expandit: The Truce at Bakura                                             | 1994 | Llibre                          | És un dels Mons del Cor. Lloc natal de Mon Mothma, serveix com la primera capital de la Nova República. | [ 19 ]                             |
| Chandrila               | Star Wars: Aftermath                                                              | 2015 | Llibre                          | És un dels Mons del Cor. Lloc natal de Mon Mothma, serveix com la primera capital de la Nova República. | [ 19 ]                             |
| Christophsis            | Star Wars: The Clone Wars                                                         | 2008 | Pel·lícula                      | Durant les Guerres Clon, allà es produeix la Batalla de Christophsis, que serveix d'introducció a Ahsoka Tano. | [ 20 ]                             |
| Concord Dawn            | Univers expandit: The Last One Standing: The Tale of Boba Fett                    | 1996 | Història curta                  | Planeta natal de Jango Fett. Un planeta habitable que està envoltat d'una gran quantitat de deixalles de moltes guerres. Antigament controlat pels Mandalorians. | [ 21 ]                             |
| Concord Dawn            | Star Wars Rebels                                                                  | 2016 | Sèrie de televisió              | Planeta natal de Jango Fett. Un planeta habitable que està envoltat d'una gran quantitat de deixalles de moltes guerres. Antigament controlat pels Mandalorians. | [ 21 ]                             |
| Corellia                | La guerra de les galàxies                                                         | 1977 | Pel·lícula (mencionada)         | És un dels Mons del Cor, planeta natal de Han Solo. Els habitants d'aquest planeta viuen en una mena d'iglús i sota de restes de naus caigudes de guerres intergalàctiques. | [ 22 ] [ 23 ] [ 24 ] [ 25 ]        |
| Corellia                | Univers expandit: The Corellian Trilogy                                           | 1995 | Llibre                          | És un dels Mons del Cor, planeta natal de Han Solo. Els habitants d'aquest planeta viuen en una mena d'iglús i sota de restes de naus caigudes de guerres intergalàctiques. | [ 22 ] [ 23 ] [ 24 ] [ 25 ]        |
| Coruscant               | Univers expandit: Heir to the Empire                                              | 1991 | Llibre                          | És un dels Mons del Cor. Els seus habitants viuen en una superfície planetària totalment dissenyada i són una potent civilització enginyera. És la capital de la República Galàctica. Quilòmetres per sota del senat Galàctic i el Temple Jedi de la ciutat hi ha una zona en ruïnes on viuen diversos criminals. | [ 26 ] [ 27 ] [ 28 ] [ 29 ]        |
| Coruscant               | Star Wars: Episode I – The Phantom Menace                                         | 1999 | Pel·lícula                      | És un dels Mons del Cor. Els seus habitants viuen en una superfície planetària totalment dissenyada i són una potent civilització enginyera. És la capital de la República Galàctica. Quilòmetres per sota del senat Galàctic i el Temple Jedi de la ciutat hi ha una zona en ruïnes on viuen diversos criminals. | [ 26 ] [ 27 ] [ 28 ] [ 29 ]        |
| Crait                   | Star Wars episodi VIII: Els últims jedi                                           | 2017 | Pel·lícula                      | Petit planeta mineral situat en una secció remota de la galàxia. Cobert amb una capa de sal blanca sobre el seu sòl vermell, el planeta va allotjar una Aliança Rebel durant la seva primera rebel·lió contra el tirànic Imperi Galàctic. | [ 30 ]                             |
| Csilla                  | Univers expandit: Star Wars: Rebellion                                            | 1998 | Videojoc                        | Csilla, el món natal dels Chiss, era un món fred de glaceres i de residus nevats situats a les profunditats de l'espai Chiss, i va servir de capital de l'espai Chiss. |                                    |
| Csilla                  | Star Wars: The Force Awakens Beginner Game                                        | 2016 | Videojoc                        | Csilla era un planeta bloquejat per gel situat a les regions desconegudes de la galàxia. Era el món natal de l'espècie Chiss, incloent Mitth'raw'nuruodo. |                                    |
| D'Qar                   | Star Wars episodi VII: El despertar de la força                                   | 2015 | Pel·lícula                      | Base d'operacions de la Resistència liderada per la general Leia Organa. | [ 31 ]                             |
| Dagobah                 | The Empire Strikes Back                                                           | 1980 | Pel·lícula                      | | [ 32 ]                             |
| Dantooine               | La guerra de les galàxies                                                         | 1977 | Pel·lícula (mencionada)         | | [ 33 ]                             |
| Dantooine               | Univers expandit: Jedi Search                                                     | 1994 | Llibre                          | | [ 33 ]                             |
| Dathomir                | Univers expandit: The Courtship of Princess Leia                                  | 1994 | Llibre                          | | [ 26 ]                             |
| Dathomir                | Star Wars: Clone Wars                                                             | 2011 | Sèrie de televisió              | | [ 34 ] [ 35 ] [ 36 ]               |
| Devaron                 | Univers expandit: Tales from the Mos Eisley Cantina                               | 1995 | Llibre                          | |                                    |
| Devaron                 | Star Wars: Clone Wars                                                             | 2009 | Sèrie de televisió              | |                                    |
| Dorin                   | Star Wars: Clone Wars                                                             | 2009 | Sèrie de televisió              | Planeta situat a la Regió d'Expansió de la galàxia que era el món del que procedia l'espècie Kel Dor. El seu entorn ric en gas i en heli els va obligar a col·locar-se respiradors per sobreviure fora del món, ja que per a ells l'oxigen era mortal. | [ 37 ]                             |
| Eadu                    | Rogue One: A Star Wars Story                                                      | 2016 | Pel·lícula                      | Planeta rocós i muntanyós amb tempestes severes constants. Base imperial on hi ha una instal·lació d'armes. La seva aparença va ser en part inspirada pel planeta fictici LV-426 de la franquícia Alien. | [ 38 ]                             |
| Endor (o Lluna d'Endor) | Return of the Jedi                                                                | 1983 | Pel·lícula                      | És una lluna boscosa habitada pels Ewoks, on fou cremat Darth Vader. | [ 39 ] [ 40 ] [ 41 ] [ 42 ] [ 43 ] |
| Felucia                 | Star Wars episodi III: La venjança dels Sith                                      | 2005 | Pel·lícula                      | | [ 44 ]                             |
| Florrum                 | Star Wars: Clone Wars                                                             | 2009 | Sèrie de televisió              | | [ 44 ]                             |
| Fondor                  | Star Wars Battlefront II                                                          | 2017 | Videojoc                        | | [ 45 ]                             |
| Geonosis                | Star Wars episodi II: L'atac dels clons                                           | 2002 | Pel·lícula                      | És desèrtic amb el cel taronja i està situat a la vora exterior de la galàxia. És el planeta on les Guerres Clon començaren. En aquest planeta hi ha l'arena de Geonosis, un enorme estadi fictici on es realitzaven combats entre bèsties i altres individus. | [ 46 ] [ 47 ] [ 48 ]               |
| Hosnian Prime           | Star Wars: The Force Awakens                                                      | 2015 | Pel·lícula                      | La capital de la Nova República, és un món cosmopolita a la perifèria de la regió del Mons del Cor de la galàxia. Una de les reformes de Mon Mothma per establir la Nova República va ser que els mons membres acollirien el Senat de forma rotativa, una forta rupturista amb els mil·lennis en què Coruscant va ser el centre del poder galàctic, però el mandat de la primera presidència d'Hosnian com a seu del Senat la va convertir en l'objectiu d'un atac terrorífic del Primer Orde. | [ 49 ]                             |
| Hoth                    | Star Wars episodi V: L'Imperi contraataca                                         | 1980 | Pel·lícula                      | És un planeta de gel. En la pel·lícula Star Wars episodi V: L'Imperi contraataca, és on la princesa Leia, Luke Skywalker i la resta de l'Exèrcit Rebel s'estan en una base, fins a ser descoberts per les forces Imperials. Existeix en la realitat, concretament en la Via Làctia, un planeta súper gelat descobert el 2006 anomenat Hoth ja que recordà als científics al planeta Hoth, base de l'Aliança Rebel de l'univers de Star Wars. La designació científica del planeta real és OGLE 2005-BLG-390L. | [ 15 ]                             |
| Iego                    | Star Wars: Episode I – The Phantom Menace                                         | 1999 | Pel·lícula (mencionada)         | |                                    |
| Ilum                    | Univers expandit: Path to Truth                                                   | 2001 | Llibre                          | El món més sagrat a l'Ordre Jedi, l'antic planeta glaçat està situat al sector 7-G de les regions desconegudes, més enllà de la Vora Exterior. S'hi amaga un temple Jedi des dels mateixos albors de l'Ordre. És aquí, dins de les mítiques coves de cristall, que els iniciats Jedi han de passar pel ritus de pas, lliurat durant segles, requereix que els Jedi confiïn en els seus instints, superin els obstacles interiors i trobin l'únic cristall Kyber que s'ajusta a ells. En recuperar el cristall, un Jedi inicia el procés de construcció de la seva espasa de llum.                                                                | [ 55 ]                             |
| Ilum                    | Star Wars: Clone Wars                                                             | 2012 | Sèrie de televisió              | El món més sagrat a l'Ordre Jedi, l'antic planeta glaçat està situat al sector 7-G de les regions desconegudes, més enllà de la Vora Exterior. S'hi amaga un temple Jedi des dels mateixos albors de l'Ordre. És aquí, dins de les mítiques coves de cristall, que els iniciats Jedi han de passar pel ritus de pas, lliurat durant segles, requereix que els Jedi confiïn en els seus instints, superin els obstacles interiors i trobin l'únic cristall Kyber que s'ajusta a ells. En recuperar el cristall, un Jedi inicia el procés de construcció de la seva espasa de llum.                                                                | [ 55 ]                             |
| Iridonia                | Univers expandit: Star Wars Episode I Journal: Darth Maul                         | 2000 | Llibre                          | |                                    |
| Iridonia                | Star Wars: Clone Wars                                                             | 2011 | Sèrie de televisió (mencionada) | |                                    |
| Jakku                   | Star Wars: The Force Awakens                                                      | 2015 | Pel·lícula                      | |                                    |
| Jedha                   | Rogue One: A Star Wars Story                                                      | 2016 | Pel·lícula                      | Lluna freda i deserta, i un lloc sagrat per als creients de La Força. Una font de cristalls kyber, que s'utilitzen per encendre les espases de llum i l'arma principal de l'Estrella de la Mort. També és la primera ubicació que destrueix l'Estrella de la Mort. | [ 56 ]                             |
| Jelucan                 | Lost Stars                                                                        | 2015 | Llibre                          | Jelucan era un planeta en els territoris de la vora exterior. El planeta va estar al costat de la Confederació de Sistemes Independents durant les Guerres Clon. Durant l'Edat de l'Imperi, Jelucan va ser annexionat per aquest. Era el planeta natal de Thane Kyrell i Ciena Ree, dos amants que van acabar en els costats oposats de la Guerra Civil Galàctica. | [ cal citació ]                    |
| Kamino                  | Star Wars episodi II: L'atac dels clons                                           | 2002 | Pel·lícula                      | | [ 16 ]                             |
| Kashyyyk                | Star Wars Holiday Special                                                         | 1978 | Pel·lícula de televisió         | |                                    |
| Kashyyyk                | Star Wars episodi III: La venjança dels Sith                                      | 2005 | Pel·lícula                      | |                                    |
| Kessel                  | La guerra de les galàxies                                                         | 1977 | Pel·lícula (mencionada)         | | [ 57 ]                             |
| Kessel                  | Univers expandit: Jedi Search                                                     | 1994 | Llibre                          | | [ 57 ]                             |
| Lah'mu                  | Catalyst: A Rogue One Novel                                                       | 2016 | Llibre                          | És un planeta remot amb sorres negres, on Jyn Erso i els seus pares s'amaguen. | [ 58 ]                             |
| Lah'mu                  | Rogue One: A Star Wars Story                                                      | 2016 | Pel·lícula                      | És un planeta remot amb sorres negres, on Jyn Erso i els seus pares s'amaguen. | [ 58 ]                             |
| Lira San                | Star Wars Rebels                                                                  | 2016 | Sèrie de televisió              | | [ 59 ]                             |
| Lola Sayu               | Star Wars: Clone Wars                                                             | 2011 | Sèrie de televisió              | El planeta volcànic de Lola Sayu va aparèixer una bella púrpura brillant de l'òrbita i va ser el lloc d'una antiga presó Jedi coneguda com la Citadel. Encara que la República va tenir el control del planeta durant un temps, va canviar de mans al començament del conflicte de les Guerres Clon i els separatistes van utilitzar el planeta com un camp de presoners de guerra sota el control d'Osi Sobeck. | [ 60 ]                             |
| Lothal                  | Star Wars Rebels                                                                  | 2014 | Sèrie de televisió              | |                                    |
| Malachor                | Star Wars Rebels                                                                  | 2016 | Sèrie de televisió              | |                                    |
| Malastare               | Star Wars: Episode I – The Phantom Menace                                         | 1999 | Pel·lícula (mencionada)         | |                                    |
| Malastare               | Star Wars: Clone Wars                                                             | 2010 | Sèrie de televisió              | |                                    |
| Mandalore               | Univers expandit: Marvel Star Wars                                                | 1982 | Comics                          | |                                    |
| Mandalore               | Star Wars: Clone Wars                                                             | 2010 | Sèrie de televisió              | |                                    |
| Maridun                 | Univers expandit: Star Wars: Empire                                               | 2004 | Comics                          | |                                    |
| Maridun                 | Star Wars: Clone Wars                                                             | 2009 | Sèrie de televisió              | |                                    |
| Mon Cala                | Univers expandit: Dark Empire                                                     | 1991 | Comics                          | | [ 16 ]                             |
| Mon Cala                | Star Wars: Clone Wars                                                             | 2011 | Sèrie de televisió              | | [ 16 ]                             |
| Moraband                | Star Wars: Clone Wars                                                             | 2014 | Sèrie de televisió              | |                                    |
| Mortis                  | Star Wars: Clone Wars                                                             | 2011 | Sèrie de televisió              | |                                    |
| Mustafar                | Star Wars episodi III: La venjança dels Sith                                      | 2005 | Pel·lícula                      | |                                    |
| Mygeeto                 | Star Wars episodi III: La venjança dels Sith                                      | 2005 | Pel·lícula                      | |                                    |
| Naboo                   | Star Wars: Episode I – The Phantom Menace Star Wars episodi II: L'atac dels clons | 1999 | Pel·lícula                      | És el planeta que la Federació intenta envair. A Naboo hi ha la ciutat de Theed on viu la senadora Amidala. L'escenari de la ciutat fou rodat a la Plaza de España de la ciutat real de Sevilla (Espanya). |                                    |
| Nal Hutta               | Univers expandit: Dark Empire                                                     | 1991 | Comics                          | |                                    |
| Nal Hutta               | Star Wars: Clone Wars                                                             | 2010 | Sèrie de televisió              | |                                    |
| Onderon                 | Univers expandit: Tales of the Jedi                                               | 1994 | Comics                          | |                                    |
| Onderon                 | Star Wars: Clone Wars                                                             | 2012 | Sèrie de televisió              | |                                    |
| Ord Mantell             | The Empire Strikes Back                                                           | 1980 | Pel·lícula (mencionada)         | | [ 64 ]                             |
| Ord Mantell             | Univers expandit: The Bounty Hunter of Ord Mantell                                | 1981 | Comics                          | | [ 64 ]                             |
| Polis Massa             | Star Wars episodi III: La venjança dels Sith                                      | 2005 | Pel·lícula                      | |                                    |
| Pillio                  | Star Wars Battlefront II                                                          | 2017 | Videojoc                        | | [ 65 ] [ 66 ]                      |
| Rishi                   | Univers expandit: Dark Force Rising                                               | 1992 | Llibre                          | |                                    |
| Rishi                   | Star Wars: Clone Wars                                                             | 2008 | Sèrie de televisió              | |                                    |
| Rodia                   | Univers expandit: Shadows of the Empire                                           | 1996 | Llibre                          | |                                    |
| Rodia                   | Star Wars: Clone Wars                                                             | 2008 | Sèrie de televisió              | |                                    |
| Ruusan                  | Univers expandit: Star Wars Jedi Knight: Dark Forces II                           | 1997 | Videojoc                        | |                                    |
| Ruusan                  | Star Wars: Clone Wars                                                             | 2008 | Sèrie de televisió              | |                                    |
| Ryloth                  | Univers expandit: Tales from Jabba's Palace                                       | 1995 | Llibre                          | |                                    |
| Ryloth                  | Star Wars: Clone Wars                                                             | 2009 | Sèrie de televisió              | |                                    |
| Scarif                  | Rogue One: A Star Wars Story                                                      | 2016 | Pel·lícula                      | Oceanic "món paradisíac" amb illes tropicals. Ubicació d'una base de dades Imperial d'alta seguretat. | [ 67 ]                             |
| Shili                   | Star Wars: Clone Wars                                                             | 2012 | Sèrie de televisió              | Planeta natal de Togruta, del membre del Consell Jedi Shaak Ti i d'Ahsoka Tano. |                                    |
| Skako Minor             | Star Wars: Clone Wars                                                             | 2015 | Sèrie de televisió              | Skako Minor era un planeta on la Techno Union - partidaris dels separatistes que es feien passar per neutrals - van construir la seva seu. Era un món de cavernes i cràters rocosos coberts de boira, habitats per indígenes anomenats Poletecs. Durant les Guerres Clon, la Techno Union va comprar i va experimentar amb la tecnologia a la seva base, i els resultats eren sovint horribles. L'organització va comprar Echo, un soldat clon que havia estat donat per mort durant molt de temps, als separatistes, i el van convertir en una computadora viva, un trist destí que finalment es va corregir per una atrevida missió de rescat. | [ 68 ]                             |
| Starkiller Base         | Star Wars: The Force Awakens                                                      | 2015 | Pel·lícula                      | Planeta nevat de les muntanyes boscoses convertit per la Primera Ordre en una súper arma. Destruït per la Resistència. |                                    |
| Subterrel               | Star Wars episodi II: L'atac dels clons                                           | 2002 | Pel·lícula (mencionada)         | Planet miner mencionat per Dexter Jettster, que hi va passar temps investigant. Situat a prop de Kamino, més enllà d'Outer Rim. |                                    |
| Sullust                 | Return of the Jedi                                                                | 1983 | Pel·lícula (mencionada)         | Planeta volcànic. Base de fàbriques imperials. Cada dels Sullustans. | [ 16 ]                             |
| Sullust                 | Univers expandit: Star Wars: Rogue Squadron                                       | 1998 | Videojoc                        | Planeta volcànic. Base de fàbriques imperials. Cada dels Sullustans. | [ 16 ]                             |
| Takodana                | Star Wars: The Force Awakens                                                      | 2015 | Pel·lícula                      | Planeta forestal i lloc del castell de Maz Kanata. Territori neutral entre el Primer Ordre i la Resistència. |                                    |
| Tatooine                | La guerra de les galàxies                                                         | 1977 | Pel·lícula                      | Planeta desert i la llar d'infància d'Anakin Skywalker i Luke Skywalker. Ubicació del palau de Jabba el Hut. | [ 15 ]                             |
| Toydaria                | Star Wars: Clone Wars                                                             | 2010 | Sèrie de televisió              | Planeta natal de Watto i altres Toydarians. A prop de Nal Hutta. |                                    |
| Trandosha               | Univers expandit: The Mandalorian Armor                                           | 1998 | Llibre (mencionat)              | Planeta natal dels caçadors Trandoshan. A prop de Kashyyyk. |                                    |
| Trandosha               | Star Wars: Clone Wars                                                             | 2011 | Sèrie de televisió              | Planeta natal dels caçadors Trandoshan. A prop de Kashyyyk. |                                    |
| Umbara                  | Star Wars: Clone Wars                                                             | 2011 | Sèrie de televisió              | Planeta d'ambient espès. Llar dels Umbarans. |                                    |
| Utapau                  | Star Wars episodi III: La venjança dels Sith                                      | 2005 | Pel·lícula                      | Planeta remot, cobert en profunditats i llar dels Utai i Pau'ans. Lloc de la derrota del General Grievous i una base separatista durant les Guerres Clon. |                                    |
| Vardos                  | Star Wars Battlefront II                                                          | 2017 | Videojoc                        | Fortalesa imperial i llar d'Iden i Garrick Versio. Un dels primers objectius de l'Operació Cinder. | [ 65 ] [ 69 ]                      |
| Wobani                  | Rogue One: A Star Wars Story                                                      | 2016 | Pel·lícula                      | És un desert desolat i el lloc d'una colònia de treball penal imperial. | [ 70 ]                             |
| Yavin                   | La guerra de les galàxies                                                         | 1977 | Pel·lícula                      | Planeta de gas amb diverses llunes, incloent Yavin 4. | [ 15 ]                             |
| Yavin 4                 | La guerra de les galàxies                                                         | 1977 | Pel·lícula                      | Lluna forestal i base de l'Aliança Rebel. | [ 15 ]                             |

## Llista no canònica:Star Wars Legend
Aquesta llista presenta els planetes amb múltiples aspectes a l'Univers expandit de Star Wars, actualment anomenat Star Wars Legends. Varen ser declarats no canònics per Lucasfilm a l'abril de 2014, després de la seva adquisició per part de The Walt Disney Company a l'octubre de 2012:
| Nom          | Primera aparició                             | Any  | Mitjà              | Descripció fictícia | Ref.    |
| ------------ | -------------------------------------------- | ---- | ------------------ | ------------------- | ------- |
| Abregado-rae | Heir to the Empire                           | 1991 | Llibre             |                     | [ 72 ]  |
| Alzoc III    | The Truce at Bakura                          | 1993 | Llibre (mencionat) |                     | [ 73 ]  |
| Alzoc III    | Star Wars: Empire At War                     | 2007 | Videojoc           |                     | [ 73 ]  |
| Ambria       | Tales of the Jedi                            | 1991 | Comics             |                     | [ 74 ]  |
| Ando         | Dark Force Rising                            | 1992 | Llibre             |                     | [ 75 ]  |
| Anoth        | Dark Apprentice                              | 1994 | Llibre             |                     | [ 76 ]  |
| Arkania      | Tales of the Jedi                            | 1994 | Comics             |                     | [ 77 ]  |
| Bakura       | The Truce at Bakura                          | 1993 | Llibre             |                     | [ 78 ]  |
| Bonadan      | Han Solo's Revenge                           | 1979 | Llibre             |                     | [ 79 ]  |
| Borleias     | Rogue Squadron                               | 1996 | Llibre             |                     | [ 80 ]  |
| Bothawui     | Heir to the Empire                           | 1991 | Llibre             |                     | [ 81 ]  |
| Byss         | Dark Empire                                  | 1991 | Comics             |                     | [ 82 ]  |
| Carida       | Jedi Search                                  | 1994 | Llibre             |                     | [ 83 ]  |
| Da Soocha V  | Dark Empire                                  | 1991 | Comics             |                     | [ 84 ]  |
| Drall        | Ambush at Corellia                           | 1995 | Llibre             |                     | [ 85 ]  |
| Dromund Kaas | Star Wars Jedi Knight: Mysteries of the Sith | 1998 | Videojoc           |                     | [ 86 ]  |
| Dxun         | Tales of the Jedi                            | 1993 | Comics             |                     | [ 87 ]  |
| Hapes        | The Courtship of Princess Leia               | 1994 | Llibre             |                     | [ 26 ]  |
| Honoghr      | Dark Force Rising                            | 1992 | Llibre             |                     | [ 88 ]  |
| Ithor        | Children of the Jedi                         | 1995 | Llibre             |                     | [ 89 ]  |
| J't'p'tan    | Before the Storm                             | 1996 | Llibre             |                     | [ 90 ]  |
| Khomm        | Darksaber                                    | 1995 | Llibre             |                     | [ 91 ]  |
| Korriban     | Tales of the Jedi                            | 1994 | Comics             |                     | [ 92 ]  |
| Kothlis      | Shadows of the Empire                        | 1996 | Llibre             |                     | [ 93 ]  |
| Kuat         | Wedge's Gamble                               | 1996 | Llibre             |                     | [ 94 ]  |
| Lwhekk       | The Truce at Bakura                          | 1993 | Llibre (mencionat) |                     | [ 95 ]  |
| Lwhekk       | Star Wars: Empire At War                     | 2007 | Videojoc           |                     | [ 95 ]  |
| Muunilinst   | Star Wars: Clone Wars                        | 2003 | Sèrie de televisió |                     | [ 96 ]  |
| Myrkr        | Heir to the Empire                           | 1991 | Llibre             |                     | [ 97 ]  |
| N'zoth       | Before the Storm                             | 1996 | Llibre             |                     | [ 98 ]  |
| Nkllon       | Heir to the Empire                           | 1991 | Llibre             |                     | [ 99 ]  |
| Ralltiir     | Star Wars                                    | 1981 | Radionovel·la      |                     | [ 100 ] |
| Rattatak     | Star Wars: Clone Wars                        | 2003 | Sèrie de televisió |                     | [ 101 ] |
| Sacorria     | Ambush at Corellia                           | 1995 | Llibre             |                     | [ 102 ] |
| Selonia      | Assault at Selonia                           | 1996 | Llibre             |                     | [ 103 ] |
| Thyferra     | The Bacta War                                | 1997 | Llibre             |                     | [ 104 ] |
| Toprawa      | Star Wars                                    | 1981 | Radionovel·la      |                     | [ 105 ] |
| Vortex       | Dark Apprentice                              | 1994 | Llibre             |                     | [ 106 ] |
| Wayland      | Heir to the Empire                           | 1991 | Llibre             |                     | [ 107 ] |
| Zonama Sekot | Rogue Planet                                 | 2000 | Llibre             |                     | [ 108 ] |